# Gerhard Reiche
Gerhard Reiche (* 1920 in Osterwieck; † 2014) war ein deutscher Archivar und Genealoge. Überregionale Bekanntheit erlangte er durch die Zusammenstellung zahlreicher Familienbücher für Orte des heutigen Landkreises Harz.

## Leben
Gerhard Reiche war bis in die erste Hälfte der 1970er Jahre als Stadtarchivar in Wernigerode tätig. Danach widmete er sich verstärkt der Erarbeitung von Ortsfamilienbüchern; vorrangig von Orten des Kirchenkreises Osterwieck, der später im Kirchenkreis Halberstadt aufging.
Er war Ehrenbürger der Stadt Osterwieck.

## Werke (Auswahl)
Eine Vielzahl der Werke von Gerhard Reiche liegt nur als maschinenschriftliches Manuskript vor, die in der Zentralstelle für Genealogie beim Staatsarchiv Leipzig und im Landesarchiv Sachsen-Anhalt, Standort Wernigerode, verwaltet werden.
- mit Ewald Seyffarth: Die alten Familien des Dorfes Veckenstedt in der Grafschaft Wernigerode 1630 bis 1774. Kopie des Manuskripts, Osterwieck, 1984.
- Die Familien der Gemeinde Pabstorf in neuerer Zeit, aufgestellt auf Grund der Kirchenbücher der evangelischen Gemeinde zu Pabstorf 1876–1949. Kopie des Manuskripts, Osterwieck, 1987.
- mit Ewald Seyffarth: Familienbuch für das Dorf Bühne für die Zeit ab Anno 1656. Kopie der Familienkarten, Osterwieck, 1994.
- Die Familien des Dorfes Wülperode, 1652 bis 1983; dargestellt auf Grund der Kirchenbücher der Evang. Gemeinde zu Wülperode [Osterwieck], Selbstverlag des Verfassers, 1995.
- Familienbuch für das Dorf Rohrsheim, aufgestellt auf Grund der Kirchenbücher der Evangelischen Gemeinde SS. Matthaei et Marci zu Rohrsheim für die Zeit ab Anno 1763, [Osterwieck], Selbstverlag des Verfassers, 1995.
- mit Ewald Seyffarth und Hubert Wendt: Familienbuch für das Dorf Berßel, aufgestellt auf Grund der Kirchenbücher der Evangelischen Gemeinde zu Berßel für die Zeit ab Anno 1592, [Osterwieck], Selbstverlag der Verfasser, 1995.
- mit Ewald Seyffart: Familienbuch für das Dorf Deersheim, aufgestellt auf Grund der Kirchenbücher der Evangelischen Gemeinde zu Deersheim für die Zeit ab Anno 1627, [Osterwieck], Selbstverlag der Verfasser, 1995.